# 130 William Street
130 William Street, kallas även The Wall Street Tower, är en skyskrapa som ligger på Manhattan i New York, New York i USA.
Byggnaden uppfördes mellan 2017 och 2020 som en fastighet för bostäder. Den är 230,1 meter hög och har 61 våningar.